# Ctenochiton serratus
Ctenochiton serratus är en insektsart som beskrevs av Green 1904. Ctenochiton serratus ingår i släktet Ctenochiton och familjen skålsköldlöss. Inga underarter finns listade i Catalogue of Life.